# Sint-Johannes de Doperkerk (Erkrath)
De Sint-Johannes de Doperkerk (Duits: Kirche St. Johannes der Täufer) is een rooms-katholieke parochiekerk in Erkrath.

## Geschiedenis

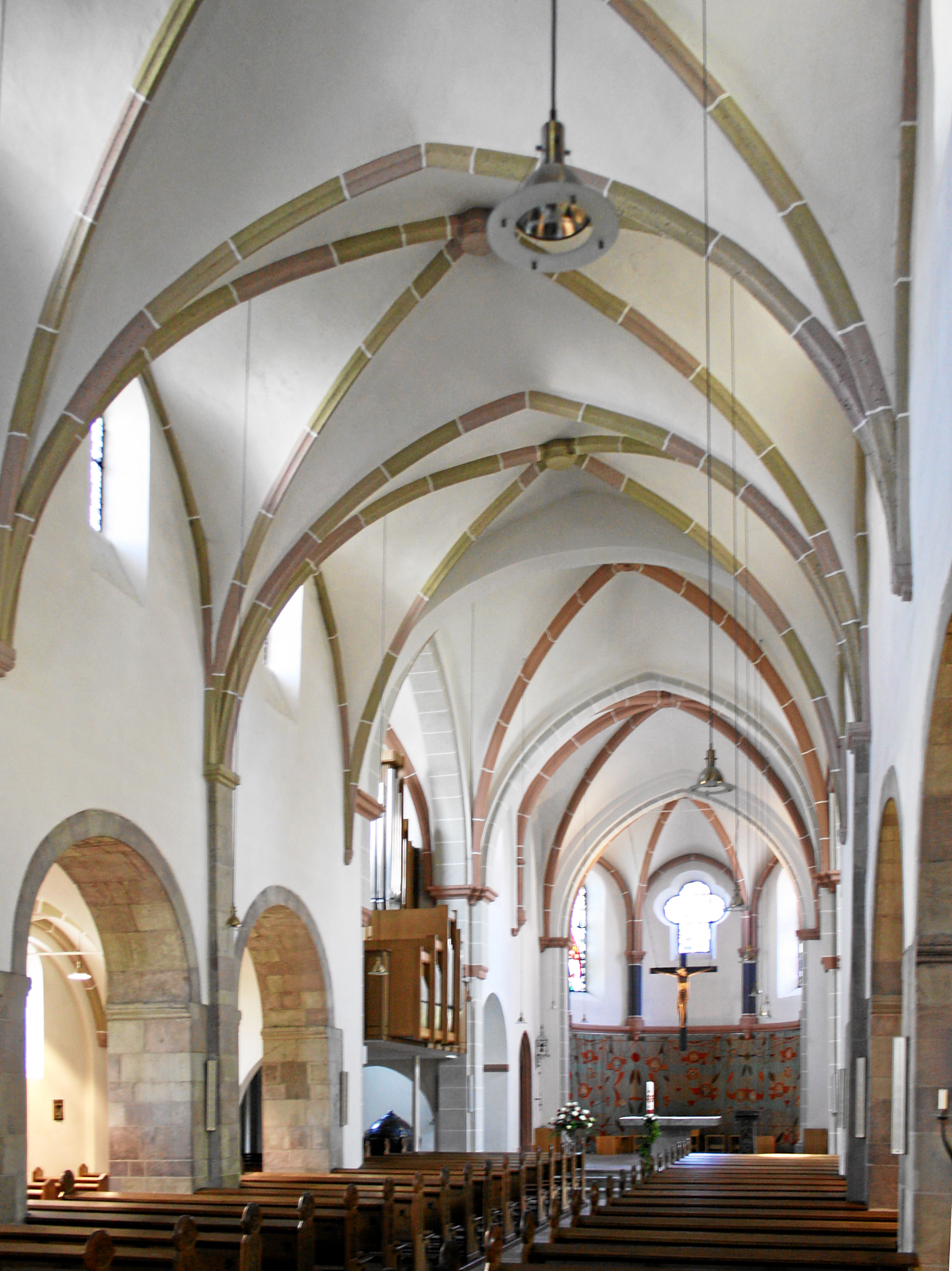
Interieur

Exacte data over het begin en de duur van de bouw van de Johannes de Doperkerk zijn onbekend. Ook de namen van de bouwheren blijven in het ongewisse, vermoed wordt echter dat het initiatief tot de bouw werd genomen door het stift Kaiserswerth of het stift Gerresheim.
Waarschijnlijk werd de kern van de kerk (de westelijke toren, het kerkschip en het koor met apsis) in de tweede helft van de 12e eeuw opgetrokken. Leden van het Huis Unterbach oefenden het patronaat over de kerk uit en werden ook in de kerk bijgezet.
In de 14e eeuw werden het middenschip en de torenhal voorzien van kruisribgewelven. Omstreeks 1700 kreeg de toren een nieuw portaal en de barokke spits.
Na een restauratie in 1883 door de architect Füßhaus werd door de bevolkingsgroei van Erkrath een vergroting van de kerk noodzakelijk. De huidige kruisvorm van de kerk stamt uit de verbouwing die volgde in de periode 1901-1902. Het eenvoudige middeleeuwse koortravee met de halfronde apsis, de noordelijk gelegen sacristie en een aan de zuidelijke zijde aangebouwde kapel met de graven van het Huis Unterbach werden gesloopt en door een dwarsschip, zijkapellen, een kooromgang, koorapsis, een sacristie en twee oostelijke torens in neoromaanse stijl vervangen.

## Architectuur
Door de aanzienlijke afmetingen van het gebouw is de kerk een zeer beeldbepalend gebouw in Erkrath. De kerk is een romaanse basiliek met een westelijke toren, een driebeukig vier traveeën tellend schip, een dwarsschip met roosvenster, een vierkant koor met apsis en twee flanktorens aan het koor. De sacristie is ten oosten aan het koor gebouwd. De kerk is geheel in romaanse dan wel neoromaanse stijl gebouwd, met uitzondering van de barokke westelijke torenspits.

## Inrichting

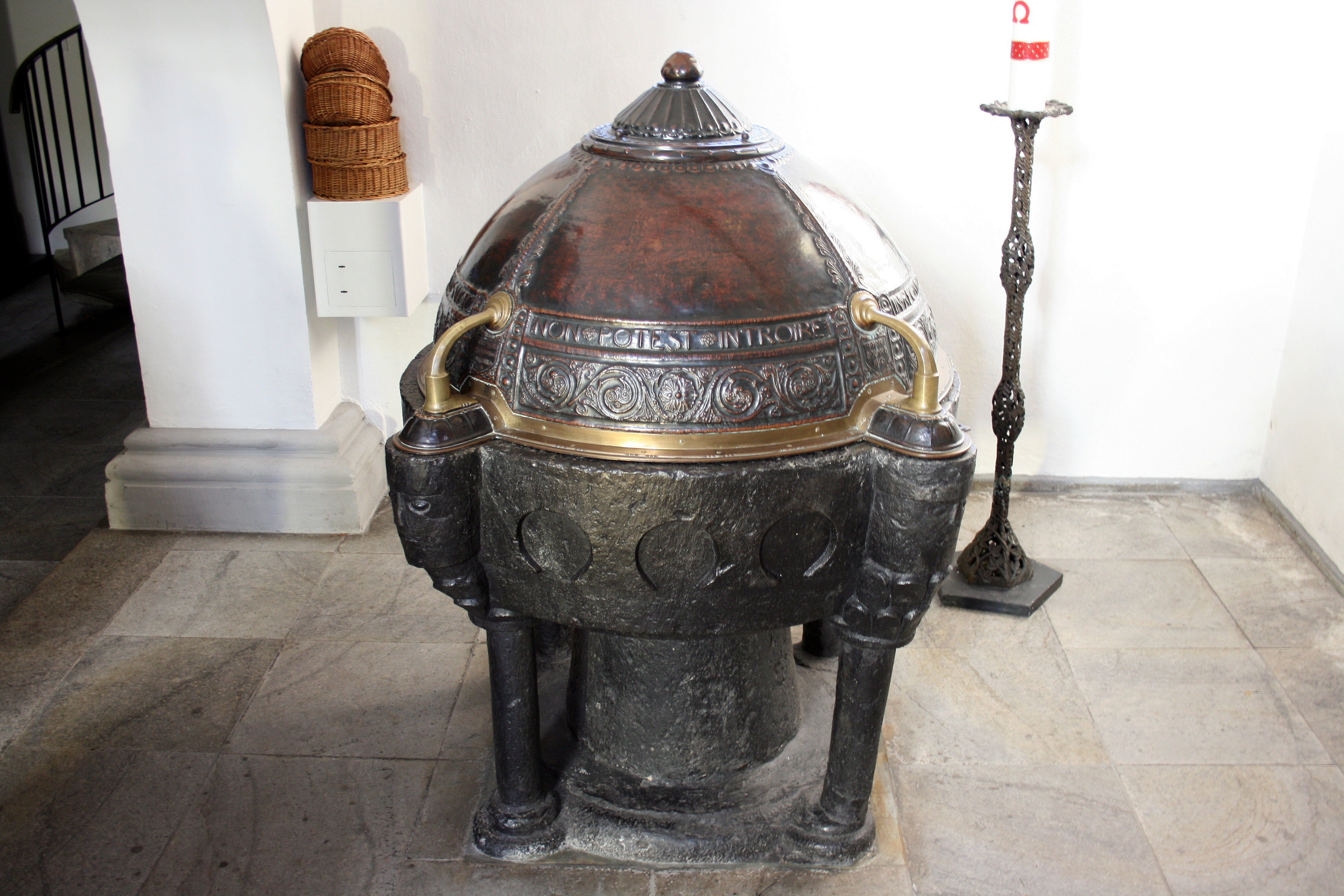
Doopvont van zwart graniet (12e eeuw; de deksel is van Wilhelm Giesbert (1912)
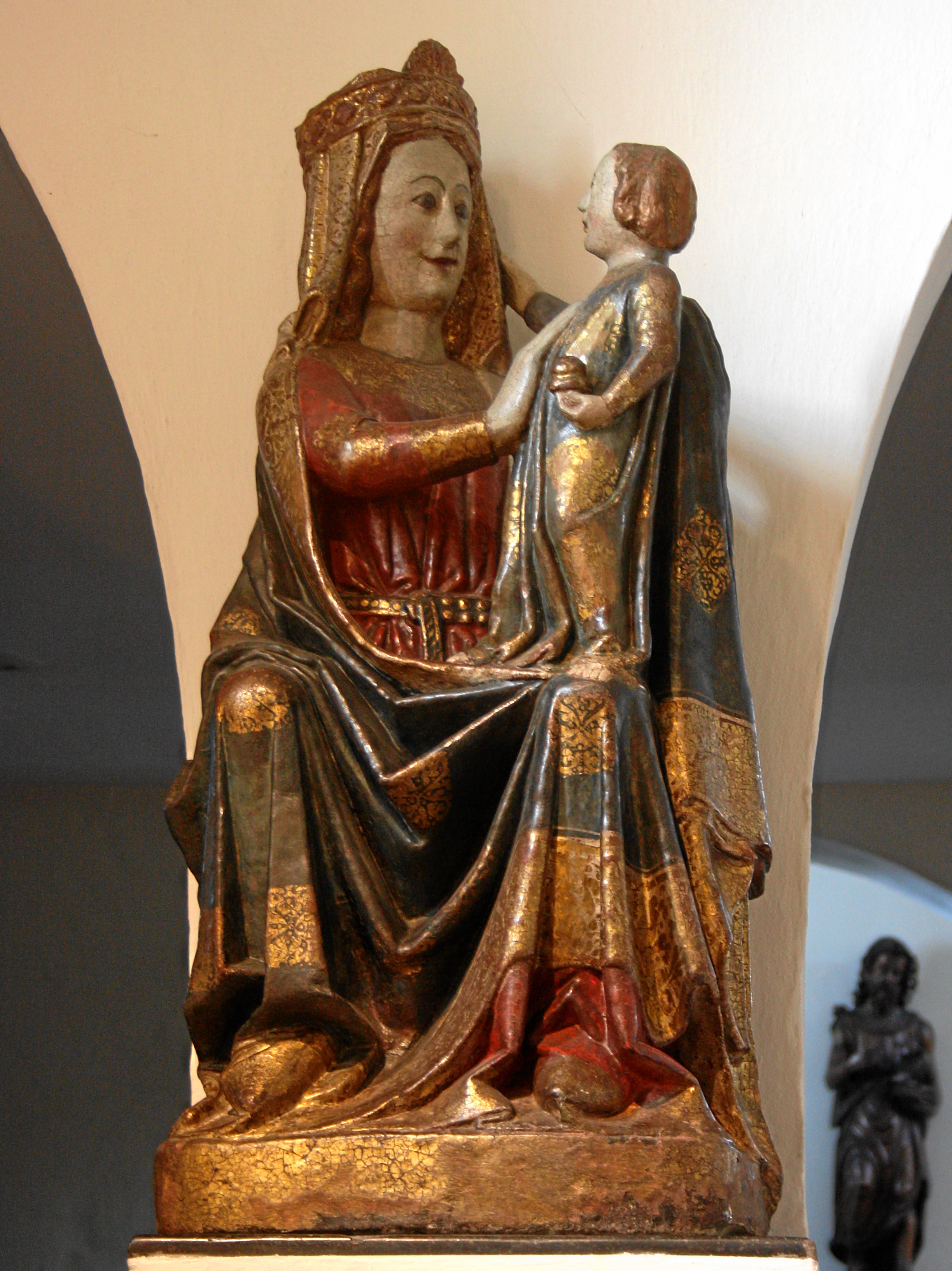
Tronende Maria van zandsteen (circa 1280)
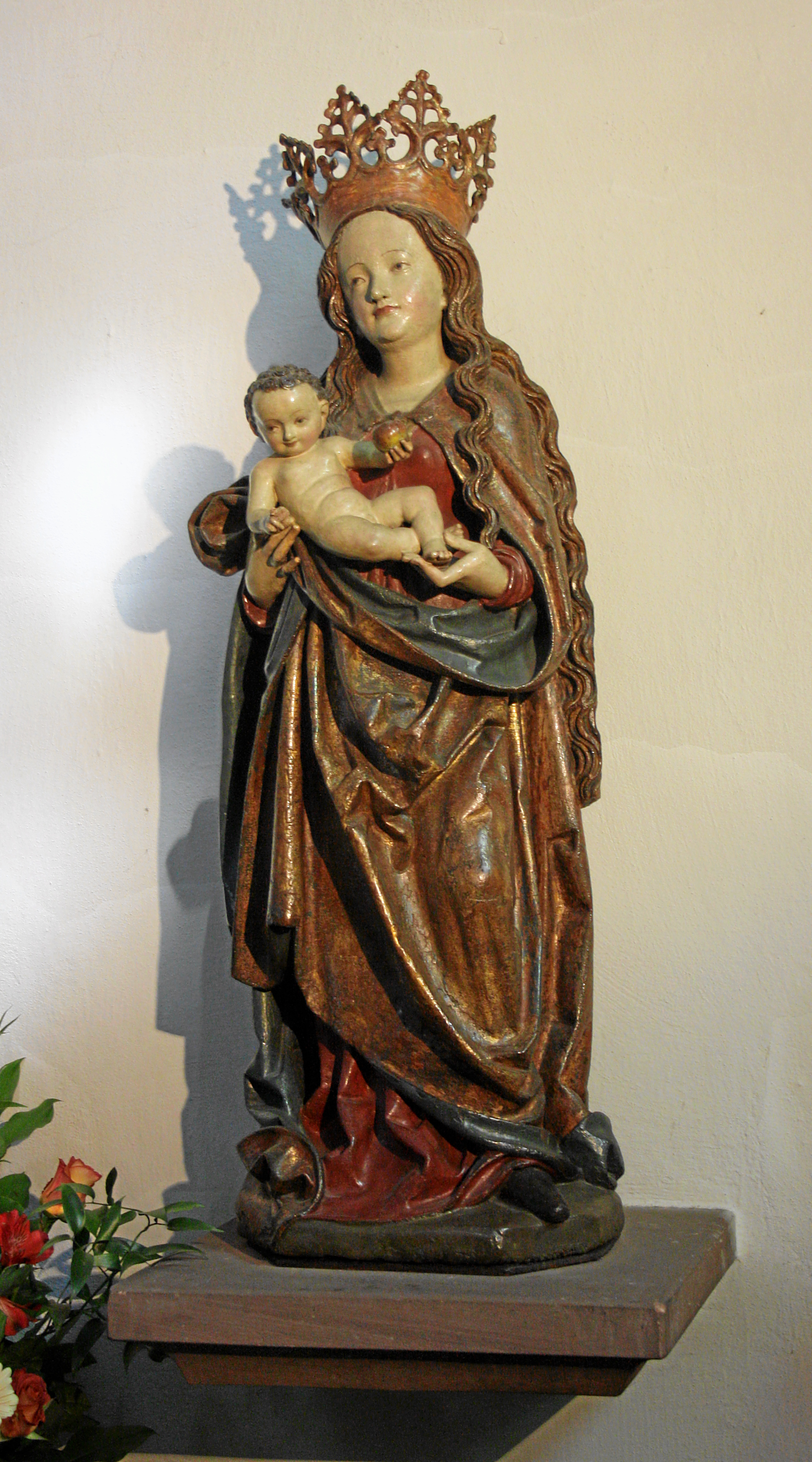
Madonna mit Kind (circa 1500)

## Klokken
De kerk bezit drie klokken uit drie verschillende eeuwen. De grootste en oudste is een klok uit 1454. Omdat het inschrift op de klok om bijstand van de apostel Johannes vraagt, wordt aangenomen dat de kerk oorspronkelijk het patrocinium van de evangelist Johannes droeg en pas later, op een onbekend moment, aan Johannes de Doper werd gewijd.
| Nr. | Naam                              | Gietjaar | Gieter en plaats van gieten  | Doorsnee (mm) | Gewicht (kg) | Nominaal (16tel) |
| --- | --------------------------------- | -------- | ---------------------------- | ------------- | ------------ | ---------------- |
| 1   | Marienglocke (Mariaklok)          | 1454     | Hermann van Alfter           | 1203          | 1.000        | dis1 +3          |
| 2   | Johannesglocke (Johannesklok)     | 1708     | Johann Peter Edel, Straßburg | 1181          | 920          | e1 ±0            |
| 3   | Sebastianusglocke Sebastiaanklok) | 1678     | Johannes Bourlet, Jülich     | 1030          | 580          | fis1 −6          |